# Lac Lácar

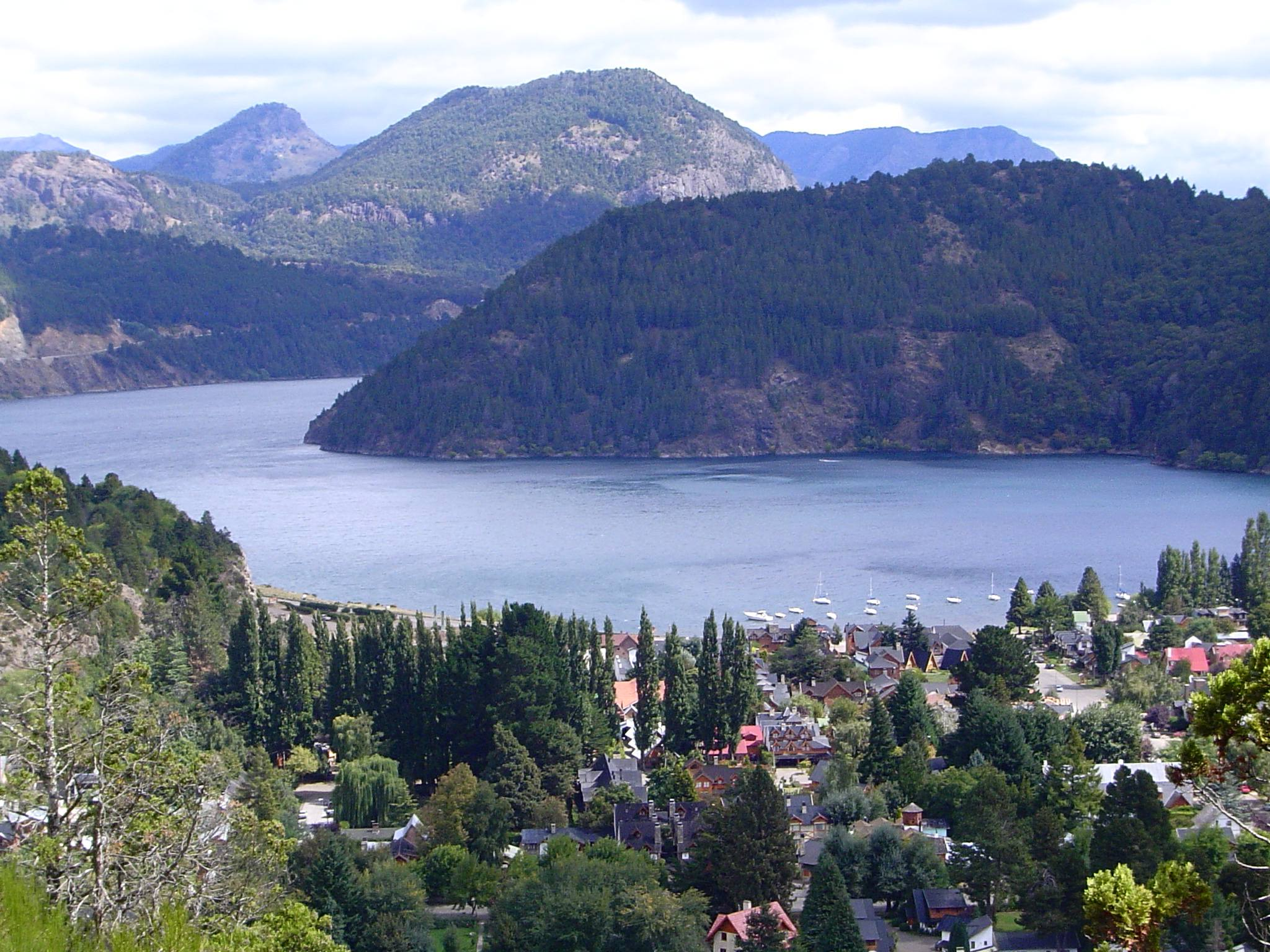
Vue de San Martin de los Andes sur le lac Lácar.

Le lac Lácar, en espagnol : lago Lácar, se trouve dans la province argentine de Neuquén, en Patagonie argentine. 

## Situation
Il est situé dans une profonde vallée, dont une partie n'est pas inondée à l'est et s'appelle Vega de Maipú. C'est là qu'est construite la ville côtière de San Martín de los Andes. Il est entouré des montagnes de la cordillère des Andes.
Sa surface se trouve à 630 mètres d'altitude.
Ses coordonnées approximatives sont : 40° 11′ S, 71° 32′ O. 

## Description
Il a une forme fort allongée en direction est-ouest. Comme presque tous les lacs patagoniens, il est d'origine glaciaire. La zone située tout autour est en grande partie inhabitée et couverte de forêts, à l'exception de la petite cité de San Martín de los Andes sur sa côte nord-est.
Il mesure à peu près 23 km de long pour une largeur moyenne de 2 km.
Il a ainsi une superficie de 55 kilomètres carrés, supérieure à celle du lac du Bourget en France.
Sa profondeur moyenne est de 167 m, avec un maximum de 277 mètres. Sa contenance est de 9 milliards 200 millions de tonnes d'eau. Son bassin de drainage recouvre 1 048 km2.
La longueur de ses rives est de 69,5 kilomètres. Le temps de résidence est de 5,8 ans. Le débit de son émissaire à la sortie du lac est de 50,3 mètres cubes en moyenne.
Les deux rives ont des secteurs plats, garnis de plages et des secteurs très escarpés.
Sur sa rive sud se trouve la ville touristique de Quila Quina, qui présente de superbes résidences de luxe. Certaines plages sont prisées par les vacanciers et les résidents en été, malgré la température de l'eau qui ne fait que 12 °C.
La rive nord du lac est bordée par la route qui unit San Martín de los Andes avec Piruhueico au Chili au travers de la passe de Hua-Hum.
La partie est de la rive sud est bordée par la section initiale de la Route des Sept Lacs ou Camino de los Siete Lagos.

## Lac Nonthué et Río Hua-hum
À la sortie, les eaux du lac se dirigent vers le bassin de l'océan Pacifique, par l'intermédiaire de son émissaire le río Hua-hum. On donne le nom de lac Nonthué à la partie occidentale du lac qui, après un fort rétrécissement, s'élargit à quelque 4 km, et ce bien qu'il ne soit pas séparé du corps principal du lac Lácar.

## Bassin hydrographique
Il fait partie d'un bassin hydrographique qui va depuis San Martín de Los Andes jusqu'à la baie de Corral au Chili, près de Valdivia. Ce bassin est donc binational et traverse toute la cordillère des Andes. Huit lacs se situent ainsi dans ce bassin, soit le Lácar et le Nonthué en Argentine ; puis les lacs Pirihueico, Neltume, Calafquén, Pullinque, Panguipulli et Riñihue. Les 6 derniers sont au Chili. L'émissaire final de cette chaîne de lacs est le río Valdivia.
L'extension totale du bassin est de 10,275 km2.

## Réserve stricte du parc Lanín
Le lac Lácar se trouve à l'intérieur du Parc national Lanín. 
Tout le secteur ouest est une réserve stricte, c’est-à-dire un secteur d'accès interdit, dûment surveillé par les autorités. Ceci dans le but de conserver son milieu naturel, caractérisé par les biomes de la forêt andine patagonique et de la forêt valdivienne.

## Galerie

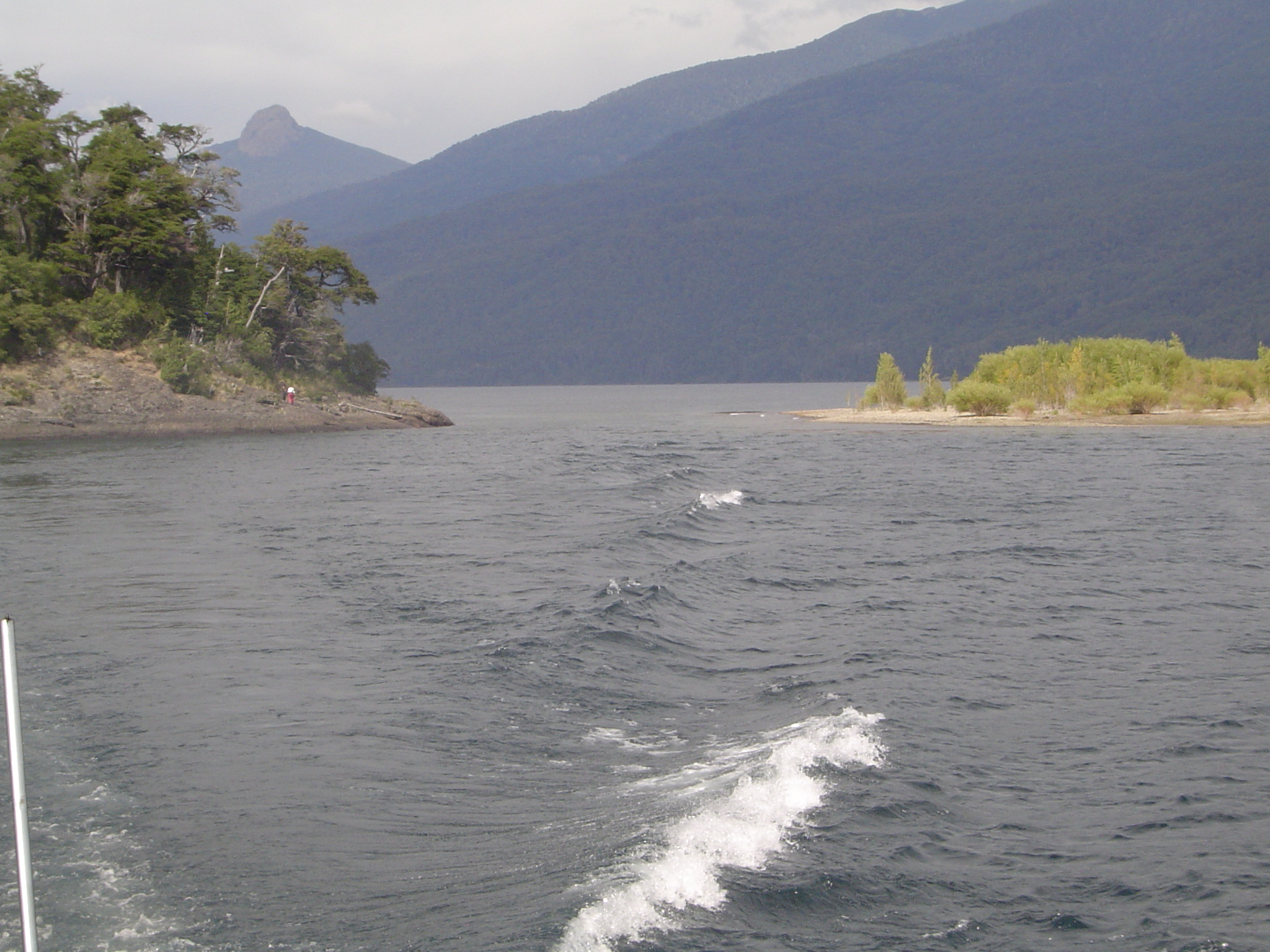
L'étroite et peu profonde liaison entre les lacs Lácar y Nonthué.
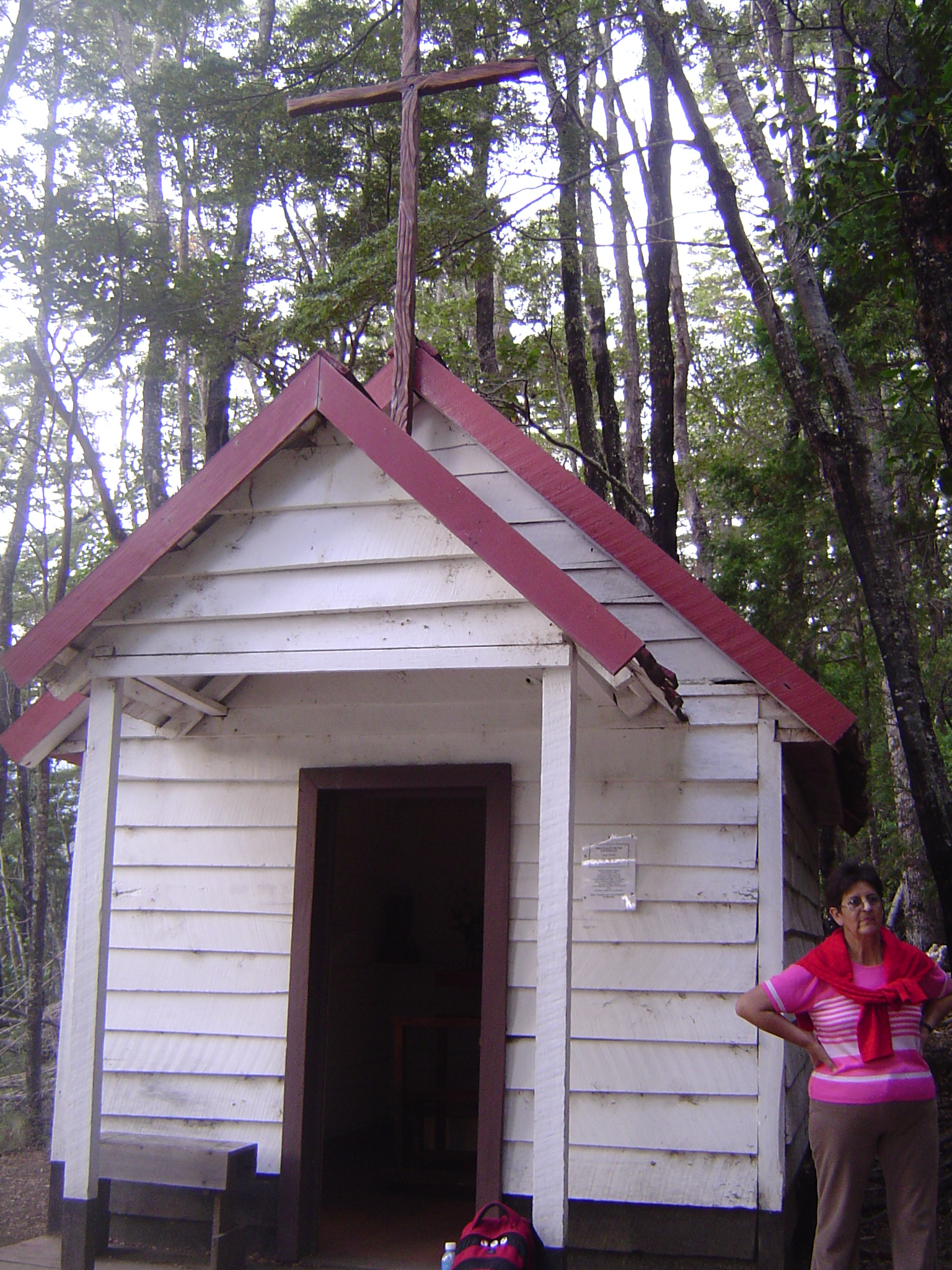
Chapelle dans l'île Santa Teresita du lac Lácar.
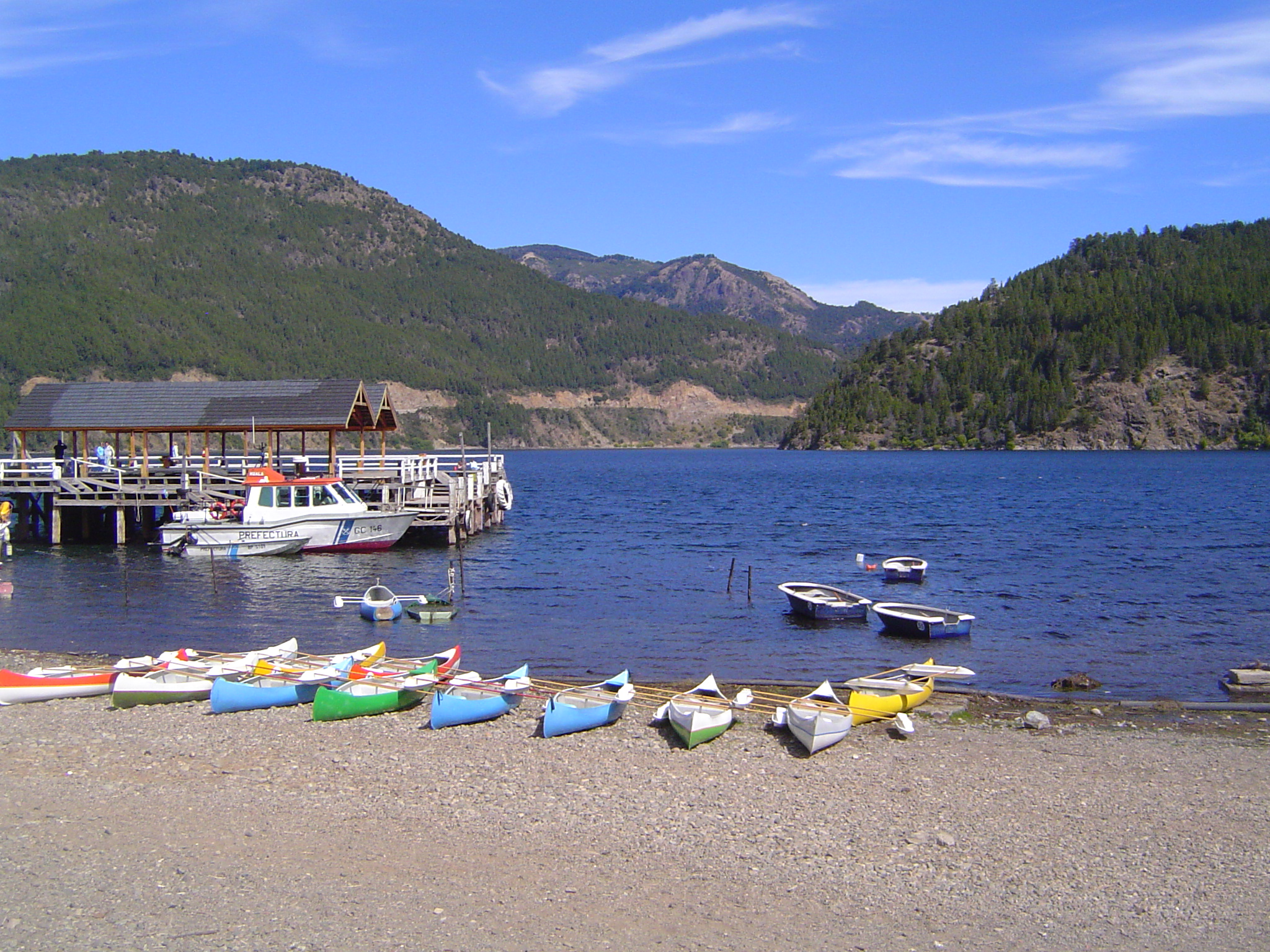
Rive du lac.